# Prototipagem em papel
Em interação humano-computador, prototipagem em papel é um método amplamente utilizado no processo de desenho centrado no usuário, um processo que ajuda os desenvolvedores a criar software que atenda às expectativas e necessidades do usuário—neste caso, especialmente para a criação e testes de interfaces de usuário. É uma prototipagem descartável que envolve a criação de desenhos feitos a mão de uma interface para usar como protótipo ou modelo, de um projeto. A prototipagem em papel parece simples, mas este método de testes de usabilidade pode fornecer uma grande quantidade de informações úteis que irá resultar na concepção dos melhores produtos.

## História
Se conhece a prototipagem de papel desde meados da década de 1980, e se tornou-se popular em meados dos anos 1990, quando empresas como a IBM, Honeywell, Microsoft, e outros começaram a usar esta técnica no desenvolvimento de seus produtos. Hoje, a prototipagem em papel é amplamente usado por profissionais de usabilidade no design centrado no usuário. Mais recentemente, prototipagem de papel digital tem sido defendida devido às vantagens em termos de colaboração, flexibilidade e custo.